# Knok
Production
Diffusion
Knok est une mini-série télévisée française réalisée par Guillaume Duhesme et Bastien Ughetto d'après un scénario de Guillaume Duhesme, Bastien Ughetto et Lucie Moreau, et diffusée pour la première fois le 12 avril 2024 sur 13e rue et Universal+.
Cette fiction est une coproduction de MIFA Pictures (groupe Story Plus), N22 Productions et 13e rue,, (NBC Universal).

## Synopsis
Quentin, un petit employé de société fabricant des urinoirs assiste par accident à l'exécution d'un meurtre commandité lors d'une inspection de routine des toilettes d'une station-service. Il devient par la force des choses l'apprenti d'une tueuse à gages déjantée et entame une reconversion… grâce à une application participative secrète qui facilite le meurtre rémunéré.

## Distribution
- Sylvie Testud : Blanche
- Johann Cuny : Quentin
- Fleur Fitoussi : Violette
- Étienne Menard : Régis
- Thomas Solivérès : Steven
- Almamy Kanouté : Le Nettoyeur
- Kenza Lagnaoui : Soraya
- Alice de Lencquesaing : Christina
- Guillaume Duhesme : Philippe
- Bastien Ughetto : Enguerrand

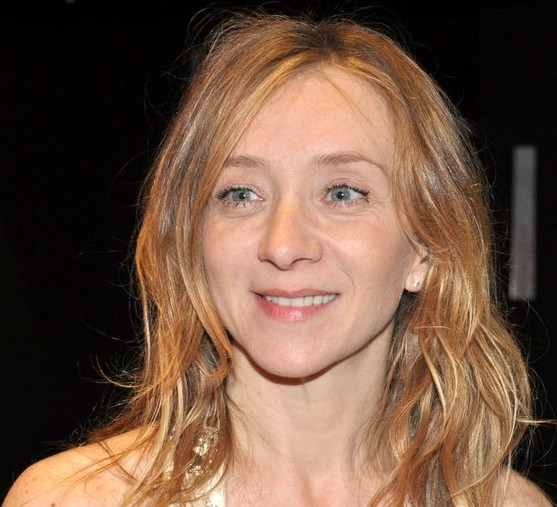
Sylvie Testud.

- Sylvie Granotier : Mère de Blanche
- Thibault De Montalembert : Victime 1
- Sophie Duez : Agent DGSE
- Bertrand Usclat : Présentateur KNOK
- Pauline Clément : Femme victime
- Norbert Ferrer : gérant de station service

## Production

### Genèse et développement
La série est créée et écrite par Guillaume Duhesme, Bastien Ughetto et Lucie Moreau et réalisée par Guillaume Duhesme et Bastien Ughetto,,,,.

### Tournage
Le tournage de la série a lieu à partir du 11 avril 2023,,.

### Fiche technique
Sauf indication contraire, les informations mentionnées dans cette section peuvent être confirmées par les bases de données cinématographiques IMDb et Allociné,  présentes dans la section « Liens externes ».
- Titre français : Knok
- Genre : Policier
- Production : Matthieu Jean-Toscani et Matthieu Marot[1],[2]
- Sociétés de production : MIFA Pictures (groupe Story Plus), N22 Productions et 13e rue[1],[2] (NBC Universal)
- Réalisation : Guillaume Duhesme et Bastien Ughetto[1],[4],[5],[2]
- Scénario : Guillaume Duhesme, Bastien Ughetto et Lucie Moreau[1],[5],[2]
- Musique : Jérome Rossi[2] (épisodes 1 à 6) et Bertrand Defossé (épisodes 4 à 6)
- Décors : Johanne Carpentier
- Costumes : Jeanne Alamercery
- Photographie : Jérémie Attard
- Son : Arnaud Lemorillon
- Montage : Thomas Fernandez
- Maquillage : Laetitia Hogday
- Pays de production :  France
- Langue originale : français
- Format : couleur
- Nombre de saisons : 1
- Nombre d'épisodes[1],[4],[2] : 6
- Durée : 45 minutes[1],[4],[2]
- Date de première diffusion : 12 avril 2024 sur 13e rue[1],[4] et Universal +